# Szafa gra
Szafa gra – druga płyta zespołu Ya Hozna. Album został nagrany na przełomie 1994 i 1995 r. Płyta ukazała się nakładem Agencji Promocyjno-Reklamowej "Pożarowska i Spółka".
Nagrania zrealizowano w Studio S-3 Polskiego Radia oraz w Studio Buffo, w okresie od listopada 1994 do marca 1995. Realizator nagrań – Rafał Paczkowski. Mastering – Tadeusz Mieczkowski. Grafika – Stanisław Ignacy Witkiewicz, Zbigniew Karaszewski, Jerzy Matuszewski. Słowa, muzyka, aranżacja i produkcja – Sławomir Wolski.

## Lista utworów
1. "Katarynka króla Nikodema" – 1:18
2. "Prywatna własność" – 4:06
3. "Bezrobotna ballada" – 3:47
4. "W szafie" – 4:24
5. "Miłość piękna jest jak" – 3:09
6. "Blues na trzy" – 3:28
7. "Z kufla blues" – 3:51
8. "Zwykła wariatka" – 4:48
9. "Ostatni odlot" – 3:41
10. "Kantor" – 2:56
11. "Ja z rożna" – 4:30
12. "Katarynka króla Nikodema" – 0:55

## Muzycy
- Sławomir Wolski – akordeon, organy Hammonda, instrumenty perkusyjne, śpiew
- Adam Cegielski – kontrabas
- Marek Kanclerz – perkusja, instrumenty perkusyjne
- Krzysztof Marcinkowski – wiolonczela
- Jarosław Woszczyna – saksofon altowy, saksofon barytonowy, klarnet, flet, saksofon sopranowy, saksofon tenorowy

gościnnie
- Karina Szafrańska – chórki